# Körber-Stiftung
Die Körber-Stiftung ist eine 1959 vom Unternehmer Kurt A. Körber ins Leben gerufene gemeinnützige Stiftung. Die operative Arbeit ist in sieben inhaltlichen Bereichen organisiert: „Alter und Demografie“, „Bildung“, „Demokratie und Zusammenhalt“, „Geschichte und Politik“, „Internationale Politik“, „Kultur“ und „Wissenschaft“. Die Stiftung ist mit eigenen Projekten und Veranstaltungen an ihren Standorten Hamburger Hafencity, Bergedorf und Berlin national und international aktiv.
Die Stiftung zählt zu den Unternehmensbeteiligungsstiftungen: Sie ist Alleinaktionärin der Körber AG, der strategischen Holding des Körber-Konzerns. Aus ihrer Beteiligung empfängt sie eine jährliche Dividende, die sie ausschließlich gemeinnützig verwendet. Das Stiftungsvermögen beträgt rund 580 Millionen Euro, davon 556 Millionen Euro Eigenkapital.
Im Jahr 2025 wurde die Stiftung in Russland zur unerwünschten Organisation erklärt.

## Gremien
Die Stiftung verfügt über einen Vorstand, einen Stiftungsrat und ein Kuratorium. Der Vorstand ist als Exekutive für die Erfüllung der Satzungszwecke durch operative Arbeit und Förderung verantwortlich. Ihm gehören als Vorsitzender des Vorstands Thomas Paulsen sowie Eva Nemela an. Der Stiftungsrat hat die Aufgabe, die gemeinnützige Tätigkeit des Vorstandes zu überwachen. Das Kuratorium überwacht die Vermögensverwaltung der Stiftung und entscheidet über die Ausübung von Rechten bei Gesellschaften, an deren Kapital die Einrichtung mit über 20 Prozent beteiligt ist.

## Aktivitäten
Der Körber-Stiftung stehen pro Jahr etwa 26 Mio. Euro für die operative Projektarbeit zur Verfügung.
Die Stiftung ist mit den Handlungsfeldern Lebendige Bürgergesellschaft, Wissen für morgen und Internationale Verständigung befasst. Organisatorisch ist sie in elf Bereiche gegliedert:
- Alter und Demografie
- Bildung
- Demokratie und Zusammenhalt
- Geschichte und Politik
- Internationale Politik
- Kultur
- Wissenschaft
- Kommunikation
- Vermögen, Verwaltung und EDV
- Personal

Gearbeitet wird operativ in mehr als 40 Projekten und Aktivitäten. Nach Handlungsfeldern geordnet sind dies:

### Lebendige Bürgergesellschaft
- Ageing with Tech: Die jährliche Konferenz bringt Akteure aus relevanten Sektoren zusammen und greift aktuelle Technologietrends und Debatten rund um altersgerechte Digitalisierung auf.
- Deutschland besser machen: „Deutschland besser machen – mit der zukunftsfähigen Stadt“ bringt Bürgermeisterinnen und Bürgermeister, Verwaltung, Zivilgesellschaft, Bürgerinnen und Bürger zusammen, um gemeinsam den Weg in eine nachhaltige und lebenswerte Zukunft in den Städten zu beschreiten.
- Eingeloggt: Mit der Eingeloggt!-Woche macht die Körber-Stiftung Organisationen sichtbar, die die Digitalisierung Älterer vorantreiben.
- Expedition Age & City: Mit der Expedition Age & City lädt die Körber-Stiftung Bürgermeister und Demografie-Verantwortliche ein, Altersstrategien europäischer Städte kennenzulernen.
- Engagierte Stadt: Das von fünf Stiftungen, einem Unternehmen und dem Bundesfamilienministerium getragene und in der Stiftung angesiedelte Netzwerk Engagierte Stadt soll die kommunale Infrastruktur für Engagement stärken.
- Exile Media Forum: Einmal im Jahr lädt die Körber-Stiftung über 100 Medienschaffende im Exil sowie Vertreterinnen und Vertreter aus Politik und von Hilfsorganisationen nach Hamburg ein, um Zukunftsfragen zu diskutieren, Erfahrungen auszutauschen und sich zu vernetzen.
- Körber-Demografie-Symposium: Das Körber Demografie Symposium lädt alle, die für die Themen des demografischen Wandels Verantwortung tragen, dazu ein, sich von nationalen und internationalen Vordenkern und bewährten Good-Practice-Projekten zu neuen Ideen inspirieren zu lassen.
- Respekt im Rat: Das Projekt Respekt im Rat widmet sich der Verbesserung der Diskussionskultur in kommunalen Gremien.
- Stark im Amt: Menschen, die politische Verantwortung für ihre Gemeinde übernehmen, werden immer häufiger Opfer von Beleidigungen, Bedrohungen oder Angriffen. Den kommunalen Amts- und Mandatstragenden in Deutschland soll das Portal Stark im Amt Hilfe bieten.
- Stadtlabor für demografische Zukunftschancen: Das Stadtlabor bietet Bürgermeisterinnen und Bürgermeistern sowie Schlüsselakteuren der Verwaltung für die Themen demografischer Wandel und Alter die Möglichkeit, an einer dreiteiligen Werkstattreihe teilzunehmen.
- Tage des Exils: Die Tage des Exils sind ein publikumsorientiertes Veranstaltungs- und Begegnungsprogramm in Hamburg. Es gibt Menschen im Exil eine Plattform, schlägt die Brücke zwischen Gegenwart und Vergangenheit und regt zu Dialog und Verständigung zwischen Alt- und Neubürgern an, um so zum besseren Zusammenhalt in der Stadt beizutragen.
- Zugabe-Preis: Der Zugabe-Preis zeichnet soziale Gründer ab 60 Jahren aus, die mit unternehmerischem Gründergeist Lösungen für die gesellschaftlichen Herausforderungen unserer Zeit gefunden und dafür eine Organisation aufgebaut haben. Der Preis wirbt für einen neuen Umgang mit dem Alter und zeigt die Vielfalt der Möglichkeiten in und nach der Lebensmitte.

### Wissen für morgen
- Code Week: Die Code Week bietet jedes Jahr im Herbst ein buntes Mitmachprogramm rund ums Tüfteln und Programmieren an – europaweit.
- Deutscher Studienpreis: Mit dem Deutschen Studienpreis zeichnet die Körber-Stiftung jährlich die besten Promovierten aller Fachrichtungen aus. Dabei zählt vor allem die gesellschaftliche Bedeutung der Forschung.
- Hamburger Science Summit: Auf dem Hamburg Science Summit diskutieren führende Köpfe aus Wissenschaft, Politik, Wirtschaft und NGOs die nötigen Rahmenbedingungen für den Forschungs- und Innovationsraum Europa.
- Hamburger Horizonte: Die Hamburger Horizonte sind eine Veranstaltungsreihe, die jedes Jahr hochkarätige Wissenschaftlerinnen und Wissenschaftler mit Fachleuten aus Politik, Wirtschaft, Kultur und dem Hamburger Publikum zusammenbringt.
- Körber-Preis für die Europäische Wissenschaft: Der Körber-Preis für die Europäische Wissenschaft zeichnet jährlich herausragende und in Europa tätige einzelne Wissenschaftlerinnen und Wissenschaftler für deren innovative und vielversprechende Forschungsarbeiten aus. Mit dem Preisgeld in Höhe von einer Million Euro prämiert die Körber-Stiftung anwendungsbezogene Forschung in den Life und Physical Sciences.
- MINT-Regionen: MINT-Regionen sind regionale Netzwerke zur Stärkung der MINT-Bildung vor Ort.
- MINTvernetzt: Die MINT-Vernetzungsstelle ist das Dach für die außerschulische MINT-Bildung in Deutschland. Sie unterstützt Engagierte der MINT-Bildung durch Vernetzungs- und Transferangebote darin, noch bessere Bildungsangebote für Kinder und Jugendliche zu machen und dabei breitere und diversere Zielgruppen anzusprechen.
- Young Science Hamburg: Bei Young Science Hamburg schmieden forschungsbegeisterte Schüler gemeinsam Ideen, entwickeln Forschungsfragen und setzen ihre Projekte um.

### Internationale Verständigung
- Bergedorfer Gesprächskreis: In kleiner und vertraulicher Runde diskutieren seit 1961 hochrangige internationale Politiker und Experten Grundfragen deutscher und europäischer Außenpolitik.
- Berlin Forum Außenpolitik: Seit der Gründung 2011 hat sich das Berliner Forum Außenpolitik zur führenden außenpolitischen Konferenz in Berlin entwickelt. Das Forum findet in Zusammenarbeit mit dem  Auswärtigen Amt statt.
- eCommemoration: Durch die eCommemoration soll ein Rahmen geschaffen werden für eine vielstimmige und technisch innovative Erinnerungspraxis, in der internationale Historiker, Museumsmachende, digitale Wegbereitende, Entwickelnde und Kreative vernetzt werden.
- EUSTORY: Das Netzwerk EUSTORY verbindet zivilgesellschaftliche Organisationen aus über 20 Ländern, die nationale Geschichtswettbewerbe durchführen.
- Geschichtswettbewerb des Bundespräsidenten: In Deutschlands größtem historischen Forschungswettbewerb erforschen Kinder und Jugendliche selbständig Geschichte vor Ort.
- Körber History Forum: Diese internationale Konferenz thematisiert jährlich in Berlin aktuelle Konflikte und politische Herausforderungen mit Blick auf ihren historischen Hintergrund.
- Körber-Netzwerk Außenpolitik: Das Körber Netzwerk Außenpolitik mit Sitz in Berlin bietet einem festen Kreis jüngeren Außenpolitikern die Möglichkeit, untereinander und mit internationalen Akteuren ins Gespräch zu kommen.
- Körber-Netzwerk Geschichtsvermittlung: Das Netzwerk soll Impulse zur Geschichtsvermittlung geben sowie Angebote zum historischen Lernen initiieren und fördern.
- Körber Policy Game: Das Körber Policy Game basiert auf der Idee, aktuelle Trends in der Außen- und Sicherheitspolitik in einem fiktiven Zukunftsszenario fortzuschreiben.
- Memorial: Mit dem Sonderprojekt Zukunft MEMORIAL unterstützt die Körber-Stiftung ihren 2022 in Russland liquidierten Partner MEMORIAL International beim Aufbau einer neuen Organisation im deutschen Exil.
- Munich Young Leaders: Die Munich Young Leaders sind ein gemeinsames Projekt der Körber-Stiftung und der Münchner Sicherheitskonferenz, dass Entscheidungsträgern von morgen eine Plattform bietet, um neue Impulse in den außen- und sicherheitspolitischen Diskurs einzubringen und ihre internationalen Netzwerke zu stärken.
- Politische Frühstücke: Hochrangige Referenten, Politiker sowie Vorsitzende internationaler Organisationen diskutieren mit einem ausgewählten Kreis von Entscheidungstragenden über aktuelle politische Themen.

### Kulturimpulse für Hamburg
- Boy-Gobert-Preis: Seit 1981 verleiht die Stiftung jährlich den mit 10.000 Euro dotierten Boy-Gobert-Preis an junge Schauspielerpersönlichkeiten an Hamburger Bühnen.
- Internationales Opernstudio an der Hamburgischen Staatsoper: Das Internationale Opernstudio bietet jungen Sängern die Möglichkeit, ihre Ausbildung unter den Bedingungen eines Theaterbetriebes zu ergänzen und zu vervollständigen.
- Körber Studio Junge Regie: Zusammen mit dem Thalia Theater Hamburg und der Theaterakademie Hamburg veranstaltet die Stiftung seit 2003 ein Festival für den deutschsprachigen Regie-Nachwuchs.
- The Art of Music Education: The Art of Music Education (TAOME) ist eine Serie internationaler Fachsymposien zur Zukunft der Konzerthäuser.

### Körber Start-Hub
Seit Dezember 2023 betreibt die Stiftung den sog. Körber Start-Hub, einen Inkubator und Co-Working Space für junge Startups und Gründer. Im Zuge der Eröffnung des Start-Hub startete die Stiftung das dazugehörige NextGeneration Inkubator Programm, welches mehrere junge Startups pro Jahr mit einem inhaltlichen Programm fördert und eines der Teams mit 50.000 Euro auszeichnet.

### Kommunikation
Um die Impulse und Anregungen der Stiftungsarbeit in die Öffentlichkeit zu tragen, veröffentlicht die Stiftung jährlich Studien. Im Berlin Pulse hält sie die außenpolitische Einstellung der Deutschen fest, in der Studie Eltern im Fokus wird ein Blick auf die Zufriedenheit mit dem deutschen Schulsystem geworfen und in der jährlich repräsentativ wiederkehrenden Umfrage Demokratie in der Krise wird die Haltung der Bevölkerung zur deutschen Demokratie erfragt.  
Darüber hinaus produziert die Körber-Stiftung die Podcasts Geschichte ist Gegenwart!, Listen to Wissen, Gesellschaft besser machen und Future Changers. Im KörberForum in der Hamburger Hafencity und dem KörberHaus in Hamburg-Bergedorf lädt die Stiftung zu rund 100 kostenlosen Veranstaltungen im Jahr ein, die sich mit aktuellen gesellschaftlichen Themen auseinandersetzen.  

## Kritik
Die Nähe der Politik zur Stiftung, wie sie sich beispielsweise in dem von der Stiftung ausgerichteten Geschichtswettbewerb des Bundespräsidenten manifestiert, ist Gegenstand von Kritik. Die Kritiker berufen sich auf Richtlinien der Weltgesundheitsorganisation, denen zufolge Partnerschaften der Politik mit der Tabakindustrie zurückzuweisen seien.